# Emma d'Itàlia
Emma d'Itàlia (Filla de Lotari II d'Itàlia i d'Santa Adelaida de Borgonya)
El 965/966 casà amb Lotari I de França amb el que tingué dos fills: Lluís, que succeiria en el tron el seu pare i seria el darrer rei carolingi, Lluís V de França i Eudes († c. 13 Novembre 986), canonge de Reims.
Des del principi exercí molta influència vers els seu espòs, però el 977 fou acusada pel seu cunyat Carles de Lotaríngia, de cometre adulteri amb l'arquebisbe Adalberó de Reims. El concili de Sainte-Macre que tingué lloc a Fismes, a prop de Reims va exonerar la reina i al bisbe, i Emma continuà gaudint de la confiança del seu marit, però Carles va mantenir l'acusació i es va haver d'exiliar a la cort del seu cosí Odó II.
En morir Lotari, el 986, s'acusa a la vídua d'haver-lo enverinat, però no hi va haver proves, ja que Emma rebé el jurament de fidelitat dels nobles junt amb el seu fill Lluís, amb el qual havia de governar. Malgrat tot, no fou així, perquè retornà en les seves relacions amb el bisbe Adalberó, i Carles de Lotaringià formà una lliga en contra d'ella i acabà per foragitar-la de la cort, refugiant-se llavors ella al costat d'Hug Capet. Al adveniment d'aquest al tron Emma es trobava a Laon (998) i allà va caure presonera pel seu implacable cunyat, Carles que la va retenir per espai de vuit mesos.
El recobrar la llibertat es retirà a Dijon on degué acabar els seus dies.